# Sergej Barbarez
Sergej Barbarez (Mostar, 17 de Setembro de 1971) é um ex-futebolista bósnio.
Filho de um sérvio da Bósnia com uma croata da Bósnia, a Guerra Civil Iugoslava fez com que seus pais o forçassem a viver com um tio na Alemanha. Barbarez acabaria fazendo toda a carreira neste país, chegando a ser sondado pela própria seleção alemã em seu auge - ele só passou a aceitar convocações da Bósnia-Herzegovina em 1998 (três anos após a formação dessa seleção), a partir do momento em que sua mãe, ainda residente na área croata de Mostar, passou a receber proteção policial.
Em clubes, Barbarez destacou-se sobretudo no Hamburgo e chegou a ser o estrangeiro com mais partidas na Bundesliga. Por essa equipe, foi o artilheiro do torneio na temporada 2000-01,[carece de fontes?] o que incluiu um gol quase decisivo na rodada final contra o Bayern Munique. A vitória hamburguesa parcial por 1-0, aberta pelo bósnio aos 45 minutos do segundo tempo, fazia com que o título alemão voltasse ao Schalke 04 (cujo jogo já havia acabado pouco antes) depois de quase 50 anos. A torcida do Schalke já comemorava invadindo o gramado de sua partida, mas o sueco Patrik Andersson empatou para o Bayern (o suficiente para o título ficar com o clube bávaro) já no último lance contra o Hamburgo, em cobrança de tiro livre indireto dentro da área.
Em seu auge, Barbarez chegou a ser sondado pelo próprio Bayern e também por Arsenal e Deportivo La Coruña.